# Passions d'enfants
Passions d'enfants est une série documentaire franco-canadienne en 8 épisodes de 26 minutes créée en 1994 par Barthélémy Fougea, diffusée sur Canal+, puis du 23 décembre 1998 au 1er janvier 1999 sur La Cinquième. 

## Synopsis
À la manière d'un conte ou d'une fiction, cette série documentaire suit aux quatre coins du monde des enfants prodiges passionnés de musique. 

## Épisodes

### Saison 1
| Épisode | Titre                            | Réalisation                               | Année de production | Résumé |
| ------- | -------------------------------- | ----------------------------------------- | ------------------- | ------ |
| 1       | Pan Man et son steel drum        | Jérôme-Cécil Auffret et Barthélémy Fougea | 1994                |        |
| 2       | Lucumi, l'enfant rumbero de Cuba | Tony Gatlif                               | 1995                |        |

### Saison 2 (1998)
| Épisode | Titre                            | Réalisation          | Date de 1re diffusion | Résumé |
| ------- | -------------------------------- | -------------------- | --------------------- | --- |
| 1       | Antonio et sa guitare flamenca   | Jérôme-Cécil Auffret | 23 décembre 1998      | Antonio est un gitan de 11 ans qui vit à Jerez, en Espagne. Il se passionne pour la guitare et rêve de devenir comme son père, un guitariste.                                                           |
| 2       | Xiao Feng et son lu sheng        | Xiaoling Zhu         | 24 décembre 1998      | Xiao Feng, 11 ans, vit au sein d'une communauté dong, en Chine. Passionné de lu sheng, il veut faire partie d'une équipe de joueurs de cet instrument typique.                                          |
| 3       | Rimpa Siva, princesse des tablas | Patrick Glaize       | 25 décembre 1998      | Rimpa Siva est une fille de 13 ans qui vit à Calcutta, en Inde. Chaque jour, son père l'entraîne plusieurs heures à jouer des tablas, instrument traditionnel dont les rythmes sont très complexes.     |
| 4       | Kostadin et sa kaval             | Loïc Berthezene      | 30 décembre 1998      | Kostadin, 11 ans, qui vit dans une famille de paysans bulgares, veut devenir joueur de cornemuse. Il s'entraîne à jouer du kaval avant de passer une audition pour participer à un festival de musique. |
| 5       | Niam Jali de la kora             | Anita Bonan          | 31 décembre 1998      | Niam, 13 ans, vit à Bamako, au Mali. Il joue de la kora. |
| 6       | Carlito, enfant roi du vallenato | Philippe Molins      | 1er janvier 1999      | Carlito, 11 ans, vit à Valledupar, au nord-est de la Colombie. Il joue de l'accordéon. |

## Fiche technique
- Titre : Passions d'enfants
- Auteur : Barthélémy Fougea
- Réalisation : Jérôme-Cécil Auffret, Xiaoling Zhu, Patrick Glaize, Loïc Berthezene, Anita Bonan et Philippe Molins
- Narration : Pierre-Alain de Garrigues
- Sociétés de production : Boréales, La Cinquième, Canal J, TFO, TVOntario
- Année de production : 1994 - 1998